# Tìm kiếm và quản lý nghệ sĩ
Tìm kiếm và quản lý nghệ sĩ (trong tiếng Anh là Artists and repertoire, viết tắt A&R, dịch nôm na là Các nghệ sĩ và vốn tiết mục) là phân nhánh của một hãng thu âm hay một công ty phát hành âm nhạc, có trách nhiệm tìm kiếm tài năng và giám sát, trông nom việc phát triển nghệ thuật của các nghệ sĩ thu âm và người viết bài hát. Phòng ban này còn hoạt động như một sự liên kết giữa nghệ sĩ và hãng thu âm hay công ty phát hành âm nhạc; mọi hoạt động có liên quan đến nghệ sĩ cho đến thời điểm phát hành album nói chung đều nằm trong phạm vi hoạt động và trách nhiệm của nó.